# Aleksandros Korizis
Aleksandros Korizis (gr. Αλέξανδρος Κορυζής; ur. 1885 na Poros, zm. 18 kwietnia 1941 w Atenach) – grecki polityk, premier Grecji w 1941.
Urząd premiera objął po nagłej śmierci Joanisa Metaksasa 29 stycznia 1941. Wcześniej pełnił funkcję dyrektora Banku Narodowego Grecji. W odróżnieniu od poprzednika pozytywnie odnosił się do możliwości lądowania w Grecji wojsk brytyjskich. W dniach 22–23 lutego 1941 razem z głównodowodzącym Armią Helleńską gen. Aleksandrosem Papagosem brał udział w rozmowach grecko-brytyjskich w Tatoi, podczas których strona grecka ostatecznie zgodziła się na brytyjskie lądowanie, nie precyzując szczegółów przyszłych działań Brytyjczyków w razie agresji hitlerowskiej.
Po agresji niemieckiej na Grecję, pod wpływem klęsk ponoszonych przez armię grecką w nierównej walce i widząc, że oddziały brytyjskie nie będą w stanie realizować swoich zadań, Korizis popełnił samobójstwo. Propaganda hitlerowska rozpowszechniała następnie wersję, że zarówno Korizis, jak i Metaksas zostali zamordowani przez Brytyjczyków.